# Hypermastus
Hypermastus is een geslacht van weekdieren uit de klasse van de Gastropoda (slakken).

## Soorten
- Hypermastus acutus (G. B. Sowerby I, 1834)
- Hypermastus acutus (A. Adams, 1854)
- Hypermastus araeosomae Habe, 1992
- Hypermastus auritae Warén, 1991
- Hypermastus boschorum Warén, 1991
- Hypermastus bulbulus (Murdoch & Suter, 1906)
- Hypermastus casta (A. Adams, 1861)
- Hypermastus colmani Warén, 1991
- Hypermastus coxi (Pilsbry, 1899)
- Hypermastus cylindricus (G. B. Sowerby III, 1900)
- Hypermastus echinocardiophilus (Habe, 1976)
- Hypermastus echinodisci Warén, 1980
- Hypermastus epeterion (Melvill, 1889)
- Hypermastus epiphanes (Melvill, 1897)
- Hypermastus georgiregis (Cotton & Godfrey, 1932)
- Hypermastus indistinctus (Thiele, 1925)
- Hypermastus kilburni Warén, 1991
- Hypermastus lacteus (A. Adams, 1864)
- Hypermastus mareticola Warén & Norris, 1994
- Hypermastus minor Warén, 1991
- Hypermastus mucronatus (G. B. Sowerby II, 1866)
- Hypermastus obliquistomum Warén, 1991
- Hypermastus orstomi Warén, 1994
- Hypermastus peronellicola (Kuroda & Habe, 1950)
- Hypermastus philippianus (Dunker, 1860)
- Hypermastus placentae Warén & Crossland, 1991
- Hypermastus productus (G. B. Sowerby III, 1894)
- Hypermastus pusillus (G. B. Sowerby I, 1834)
- Hypermastus randolphi (Vanatta, 1900)
- Hypermastus roemerianus Matsuda, Uyeno & Nagasawa, 2013
- Hypermastus rosa (Willett, 1944)
- Hypermastus ryukyuensis Matsuda, Uyeno & Nagasawa, 2010
- Hypermastus sauliae Warén, 1980
- Hypermastus serratus Warén, 1991
- Hypermastus subula (A. Adams, 1864)
- Hypermastus tenuissimae Warén, 1991
- Hypermastus tokunagai (Yokoyama, 1922)
- Hypermastus williamsi (Cotton & Godfrey, 1932)